# Uroš II.

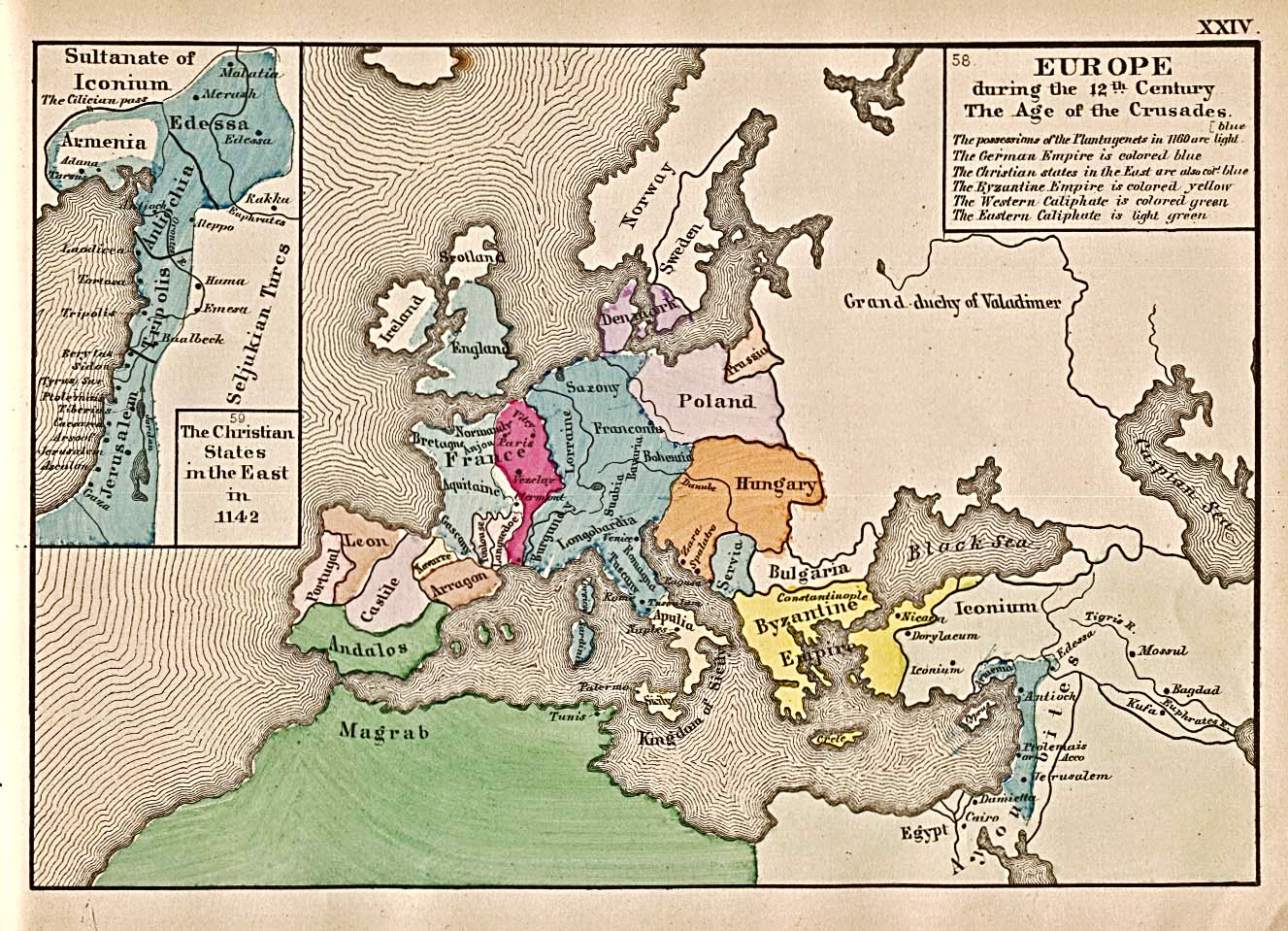
Serbien 1142

Uroš II. regierte als Groß-Župan von Fürstentum Raszien von ca. 1140 bis 1161. 
Uroš II. folgte seinem Vater Uroš I. und herrschte über Raszien, Dioklitien und die Küstenländer (heute Herzegowina), teilweise auch über Bosnien. Er unterlag um 1161 dem byzantinischen Kaiser Manuel I. Komnenos. Raszien kam unter die Vorherrschaft von Byzanz, als Župan wurde der Sohn Uroš II. Desa eingesetzt. 
| Vorgänger | Amt                             | Nachfolger |
| --------- | ------------------------------- | ---------- |
| Uroš I.   | Großžupan von Raszien 1140–1161 | Desa       |

| Personendaten    | Personendaten                         |
| ---------------- | ------------------------------------- |
| NAME             | Uroš II.                              |
| KURZBESCHREIBUNG | serbischer Groß-Župan (ca. 1140–1161) |
| GEBURTSDATUM     | 12. Jahrhundert                       |
| STERBEDATUM      | nach 1161                             |